# George Derwent Thomson
George Derwent Thomson (Seoirse Mac Tomáis; Dulwich, Londres, 1903 – Birmingham, 3 de febrer de 1987) fou un erudit clàssic anglès, filòsof marxista i estudiós del gaèlic irlandès.

## Erudit clàssic
Thomson estudià cultura clàssica al King's College (Cambridge) on va obtenir Honors de Primera Classe en l'examen final de clàssics i després va obtenir una beca a Trinity College (Dublín). Al TCD va treballar enl seu prime libre, Greek Lyric Metre, i començà a visitar Na Blascaodaí a principis dels 1920. Esdevingué lector i professor de grec a la NUI Galway.
El 1934 va tornar a Anglaterra, incorporant-se al King's College de Cambridge com a lector de grec. Fou nomenat professor a la Universitat de Birmingham en 1936, el mateix any que es va unir al Partit Comunista de la Gran Bretanya. Thomson fou pioner de la interpretació marxista del drama grec. Les obres Aeschylus and Athens i Marxism and Poetry li van donar atenció internacional. En el darrer llibre va argumentar una connexió entre la cançó de treball i la poesia; i que les cançons preindustrials eren connectades a un ritual.
Va exercir una important influència en Alfred Sohn-Rethel i la seva teoria de la gènesi del pensament occidental a l'antiga Grècia a través de la invenció de la moneda.

## Connexions a les Blasket
Va visitar per primer cop Na Blascaodaí (les illes Blasket) a la costa occidental d'Irlanda en 1923. Mac Tomáis, com serà conegut ben aviat pels illencs, va prendre classes d'irlandès rudimentàries a la branca de la Lliga Gaèlica a Londres quan anà a Cambridge. Quan arribà a l'illa es va submergir en l'idioma. En sis setmanes passejant, parlant amb Muiris Ó Súilleabháin i altres, Mac Tomáis assolí aviat una fluïdesa en l'idioma gairebé total.
Va passar molts anys amb la gent de les illes estudiant el seu idioma, història i cultura., Va mantenir un estudi especial d'aquesta comunitat avui extingida a Irlanda, en la que percebia elements de supervivència cultural consonants amb la societat històrica anterior al desenvolupament de la propietat privada com a mitjà de producció. Esdevingué un ardent defensor de la llengua irlandesa.
Va tenir un paper important en la publicació de les memòries de Muiris Ó Súilleabháin, Fiche Bliain Ag Fás en 1933. La introducció a l'autobiografia d'Ó Súilleabháin per E. M. Forster també s'atribueix a Thomson.
Quan va sol·licitar el nou càrrec de lector de grec a la NUI de Galway en 1931, segons paraules de Richard Riche va deixar sorprès a la taula d'entrevistadors amb un irlandès de les Blasket força fluid i li fou concedit el càrrec.

## Comunista
En 1951 fou l'únic membre del Comitè Executiu del Partit Comunista que va votar contra el programa del partit The British Road to Socialism, perquè "hi faltava la dictadura del proletariat". També treballà en el Comitè Cultural del Partit.
La revolució xinesa de 1949 el va impactar profundament i va augmentar les diferències amb el Partit Comunista Britànic, amb el qual acabaria trencant. Ell mai va perdre les seves creences polítiques. Era compromès amb l'educació de la classe obrera i fins i tot va fer lectora als treballadors de la factoria de cotxes Austin de Birmingham. També va mantenir el seu suport al diari Morning Star en els seus últims anys.
Thomson fou autor de tres exposicions populars sobre el marxisme publicats pel Grup d'Estudi Polític de la Xina a començaments dels 1970. From Marx to Mao Tse-tung: A study in revolutionary dialectics (1971); Capitalism and After: The rise and fall of commodity production (1973); i The Human Essence: The sources of science an art (1974). També és autor de Marxism and Poetry (1945).